# Ен Колтер
Ен Колтер (енгл. Ann Coulter; 8. децембар 1961) је америчка представница крајње деснице, медијски стручњак, ауторка, синдикална колумнисткиња и правница.
Постала је позната као медијски познавалац крајем 1990-их, појављивала се у штампаним и вестима као оштру критичарку Клинтонове администрације. Њена прва књига односила се на импичмент Била Клинтона, а писала је из њеног искуства заступнице Пол Џонс, као и колумне које је писала о случајевима.
Њена колумна за Универсал Прес Синдикат појављује се у новинама и налази се на конзервативним веб локацијама. Колтер је написала и 12 најпродаванијих књига у којима је изразила своја политичка становишта.

## Детињство и младост
Ен Харт Колтер рођена је 8. децембра 1961. године у Њујорку, од Џона Винсента Колтера (1926.-2008), агента ФБИ-ја из католичке ирске, америчке и немачке америчке породице у Олбанију, и Нел Хусбандс Колтер (рођене Мартин; 1928–2009), рођене у Кентакију.
Енина мајчинска линија праћена је са обе стране породице до групе пуританских досељеника у Плимут колонији, Британска Америка, која је на Грифин стигла са Томасом Хукером 1633. године,  и породицом њеног оца, католичким ирским и немачким имигрантима који су стигли у Америку у 19. веку - ирски преци њеног оца за време глади су постали радници на бродовима, зидари, молери, столари.
Има два старија брата: Џејмса, рачуновођу, и Џона, адвоката. Њена породица се касније преселила у Конектикат, где су Ен и њена два старија брата одрасли. Ен је матурирала 1980. године.
Док је похађала Универзитет Корнел, Колтер је помагала у оснивању листа The Cornell Review и била је члан националног сорорита Delta Gamma.  Дипломирала је на 1984. године, дипломирала историју, а 1988. добила је звање доктора правде на Правном факултету Универзитета у Мичигену, где је била уредница листа Универзитета. Ен је била председница локалног поглавља Федералистичког друштва и била је на пракси у Националном новинарском центру.
Њена старост оспоравана је 2002. године. Док је тврдила да још нема 40 година, колумниста Вашингтон Поста Лојд Грув, навео је датум рођења 8. децембра 1961. године, који је она дала приликом регистрације за гласање у држави Конектикат, пре 1980. године за које је морала да се напуни 18 година да би се пријавила. Возачка дозвола издата неколико година касније наводно је наводила датум рођења 8. децембра 1963. Колтерова неће потврдити ниједан датум, позивајући се на проблеме приватности.

## Каријера
Након правног факултета, радила је као правни референт у граду Канзас. Након кратког времена у приватној пракси у Њујорку, где се специјализовала за корпоративно право, Ен је отишла да ради за Одбор за правосуђе Сената Сједињених Држава након што је Републиканска странка преузела контролу над Конгресом 1994. године. Бавила се криминалом и питањима имиграције за Сенатора Спенсер Абрахама из Мичигена и помогала је у законодавству осмишљеном за убрзавање депортације странаца осуђених за кривично дело. Касније је постала парница са Центром за права појединаца.
Ен је написала 12 књига, а такође објављује колумну у синдикату. Посебно је позната по свом полемичком стилу и себе описује као некога ко воли да "меша лонац. Ја се не претварам да сам непристрасна или уравнотежена, као што то раде емитери". Такође има бројне јавне наступе, говорећи на телевизијским и радио емисијама, као и на кампусима, примајући и похвале и протесте. Колтерова обично проведе 6–12 недеља у години на говорним турнејама а још више кад изађе књига која излази. Године 2010, она је проценила 500 000 долара у турнејама где говори, одржавајући говоре о темама модерног конзервативизма, хомосексуалних бракова и ономе што она описује као лицемјерје модерног америчког либерализма. Током једног наступа на Универзитету у Аризони, бачена је пита на њу. Колтер је повремено, бранећи своје идеје, одговорила запаљивим примедбама према демонстрантима који присуствују њеним говорима.

### Књиге
Колтер је ауторка дванаест књига, укључујући многе које су се нашле на листи најбољег продавача Њујорк Тајмса, а комбиноване су у три милиона примерака продате од маја 2009. године.
Колтерову прву књигу, Високи злочини и прекршаји: Случај против Била Клинтона, објавила је компанија Регнери Публишинг 1998. године. У књизи се детаљно описује њен случај због смене председника Била Клинтона.
Њена друга књига Сландер: Либералне лажи америчког права, коју је Краун Форум објавио 2002. године и стигла је на прво место на листи најпродаванијих у Тајмсу. У књизи Сландер, она тврди да је председник Буш добио неправедно негативно писање медија. Чињенична тачност књиге такође ју је довела до тога да ју је Ал Франкен оптужио да наводи одломке ван контекста. Други су истраживали те оптужбе, а такође су поставили питања о тачности књиге и изношењу чињеница. Колтер је одговорио на критике у колони под називом „Одговори на моје критике“.
У својој трећој књизи "Издајство: либерална издаја од хладног рата до рата против тероризма", коју је такође објавио Краун Форум, она преиспитује 60-годишњу историју хладног рата - укључујући каријере политичара Џозефа Макартија, Витакера Чемберса и Роналда Регана као и да је Макарти био у праву у вези са совјетским агентима који раде за америчку владу. Она такође тврди да је тачна идентификација Ени Ли Мос, између осталог, како су комунисти погрешно извештавали од стране либералних медија. Издајство је објављено 2003. године и провео је 13 недеља на листи најбољих књига.
Издавач је објавио колекцију њених колумни 2004. године као четврту књигу, Како разговарати са либералом (ако треба): Свет према Ен Колтер.
Колтерова пета књига, коју је издавач објавио 2006. године, је Без бога: Црква либерализма. У њој, она тврди, прво, да амерички либерализам одбацује идеју Бога и оживљава људе вере, и друго, да она има све атрибуте саме религије. Дело је дебитовало на првом месту на листи најпродаванијих у Тајмсу. Неки одломци у књизи одговарају деловима књига које су објављене раније (укључујући чланке из новина и документ о планираном родитељству), што наводи Џон Бари који тврдида се Колтер укључила у „плагирање уџбеника“.
Њена књига Да су демократе имали мозга, били би републиканци објављена у октобру 2007, и Криви: Либералне „жртве“ и њихов напад на Америку, објављени 6. јануара 2009, су обе такође постигле статус бестселера.
Дана 7. јуна 2011. године њен издавач је објавио своју осму књигу Демоник: Како либерална руља угрожава Америку.
Њена девета књига, објављена 25. септембра 2012, је Расна демагогија од седамдесетих до Обаме. Она тврди да су либерали, а посебно демократи, узели неупитну заслугу за расна грађанска права у Америци.
Колтерова десета књига, Никад не веруј либералу, објављена је 14. октобра 2013. То је њена друга збирка колумни. Колтер је објавила своју једанаесту књигу, Адиос, Америка: План левице да своју земљу претвори у пакао трећег света дана 1. јуна 2015. Књига се бави илегалном имиграцијом, програмима амнестије и безбедношћу граница у Сједињеним Државама.

### Колумне
Крајем деведесетих почели су се појављивати њене колумне у недељницима (двонедељно од 1999. до 2000). Њена колумна представљена је на шест конзервативних веб локација и на сопственој веб страници. Њен синдикат каже: "Енине клијентске новине се држе ње јер има лојалну базу обожаватеља конзервативних читалаца који се радују читању њених колумни у њиховим локалним новинама." 
Колтер је 1999. године радила као колумниста часописа Џорџ. Колтер је такође писала недељне колумне за конзервативни магазин Хуман Евентс између 1998. и 2003. године са повременим колумнама након тога. У својим колумнама разговарала је о правосудним одлукама, уставним питањима и правним питањима која утичу на Конгрес и извршну власт.
Године 2001. као уредник и удружени колумниста за National Review Online, она је од уредника затражила да измене део написан након напада 11. септембра. У емисији Политички нетачна, Колтер је оптужила  National Review Online за цензуру и рекла да јој је плаћено пет долара по чланку.  National Review Online је укинуо њену колумну. Главни уредник, Џона Голдберг, рекао је: "Нисмо" отпустили "Ен због онога што је написала ... прекинули смо везу јер се понашала са потпуним недостатком професионализма, пријатељства и оданости [која се тиче уређивања неслагања. ]. "
У августу 2005. године, Аризона Дејли Стар одустала је од њене колумне, цитирајући приговоре читалаца: "Многи читаоци сматрају да је дрхтава, бомбастична и злобна. А то су речи које користе читаоци који су се идентификовали као конзервативци".
У јулу 2006. године, неке новине су њене колумне замениле колумне других конзервативних колумниста после објављивања њене четврте књиге Црква либерализма. Након што је Аугуста хроника отспустила њену колумну, уредник новина Мајкл Ријан је рекао: "то је дошло до тренутка када је она била тема, а не оно о чему је писала." Ријан је додао да је и даље наставио "да буде фан Ен "као што је" њена логика погубна и њен поглед је већину пута онај прави. "

### Телевизија
Колтер се први пут појавила у медијима 1996. године након што ју је ангажовала тадашња мрежа МСНБЦ као правни дописник. Касније се појавила на CNN-у и Фокс Њуз. Колтер је често гостовао у многим телевизијским и радио емисијама.

## Убеђења
Колтер је хришћанка и припада презвитеријанској деноминацији. Она је конзервативни колумниста и себе је описала као "типичне нарави, нескромног одевања, особу која воли мушкарце, пријатељица хомосексуалцима, ултра-конзервативка." Регистрована је републиканка и бивша чланица саветодавног већа GOProud (НВО конзервативаца хомосексуалаца) од 9. августа 2011.
Она подржава излагање заставе Конфедерације. Дошла је у одбрану активисте Мајла Јанопулоса, коме је она пријатељ, због његових коментара који бране педерастију.

### Абортус
Колтер сматра да би Роу против Вејда требао бити свргнут и препуштен државама. Она је против побачаја, али верује да би требало да постоји изузетак ако је жена силована. Међутим, у 2015. години она је приоритетно поставила питање имиграције, рекавши: "Баш ме брига хоће ли [Трамп] хтети извршити побачаје у Белој кући након овог документа о имиграцијској политици".

### Хришћанство
Колтер је одгајао католички отац и протестантска мајка. На једном јавном предавању рекла је: "Није ме брига ни за шта друго; Христ је умро за моје грехе и ништа друго није важно." Она је свој поглед на хришћанство резимирала у колони 2004. године, рекавши: "Исусова препознатљива порука било је: Људи су грешни и треба их откупити, а ово је ваш срећан дан, јер сам овде да вас откупим иако то не заслужујете, а ја морам да избацим срање из мене да то учиним. " Затим се ругала "Исусовој поруци ... према либералима", резимирајући је као "нешто по узору на" бити добар према људима ", што је, заузврат, рекла да је" у ствари једна од случајних начела хришћанства. " 
Суочавајући се са ставовима неких критичара да су њен садржај и стил писања нехришћански, Колтер је рекала да је она „хришћанка прва и безобразна конзервативна као друго и никад је не заборавите“. Такође је рекла: "Хришћанство подстиче све што напишем. Бити хришћанин значи да сам позвана да се борим против лажи, неправде, окрутности, лицемерја - знате, све врлине у цркви либерализма". У књизи Црква либерализма, Колтер је окарактерисала теорију еволуције као лажну науку и супротставила је своја веровања ономе што је назвала „опседнутост левице дарвинизмом и дарвинистичким погледом на свет, који посвећење живота замењује посвећењем секса и смрти ".

### Грађанске слободе
Колтер је одобрила период надзора претреса и надгледања без потернице од 2001. до 2007. године.
Колтер се противи законима о злочинима из мржње, називајући их "неуставним". Такође је навела да се „одредбе о кривичним делима из мржње чине нејасно усмерене на хватање осећаја хладнокрвности, али закон то може учинити без узимања неких жртава над друге.“ 

### Имиграција
Колтер је критиковала предлоге бившег председника Буша о имиграцији рекавши да су они водили "амнестији". У колумни из 2007. године тврдила је да је постојећи систем имиграције успостављен да намерно смањује проценат белаца у становништву. У њему је рекла:
1960. године, белци су чинили 90 процената земље. Биро за попис становништва недавно је проценио да белци већ чине мање од две трећине становништва и да ће бити мањина до 2050. године. Друге процене тај дан постављају много раније. Могло би се претпоставити да нова већина неће бити тако саосећајни и надмоћни као што је била бела већина. Ако би оваква драстична промена била законски наметнута било којој групи осим белих Американаца, то би се назвало геноцидом. Ипак, белце називају расистима само зато што спомињу чињеницу да је тренутни закон о имиграцији намерно осмишљен да смањи њихов проценат у становништву.
Колтер се снажно противила Закону о имиграцији и држављанству из 1965. године. Што се тиче илегалне имиграције, она се снажно противила амнестији за недокументоване имигранте, а 2013. изјавила је да је сада постала „бирач са једним питањем против амнестије“.
У јуну 2018, током полемике коју је изазвала Трампова политика раздвајања породица, Колтер је одбацио имигрантску децу као "дечје глумце који плачу и плачу" и позвала Трампа да не "пада због тога".

### ЛГБТ права
Колтер се противи истополном браку, противи се након што је претходно рекла да није. Инсистира на томе да њено противљење истополним браковима „није анти-геј ствар“ и да је „заиста брачна позиција супротставити се геј браку“. Колтер тврди да би истополни брак "уништио геј културу", јер "хомосексуалци вреднују промискуитетни секс због моногамије". У колумни, 1. априла 2015, Колтер је изјавила да су либерали "победили у рату против геј брака ".
Колтер се такође противи грађанским синдикатима и приватизацији брака. Када се бавила питањем права додељених браком, рекла је: "Гејеви већ могу да посећују најмилије у болницама. Такође могу да посећују комшије, имају случајна познанства - баш као и сви други. Гејеви такође могу да пренесу имовину коме год желе ". Такође је навела да је истополни сексуални однос већ заштићен Четвртим амандманом, који спречава полицију да уђе у ваш дом без налога за претрес или судског налога.
Када је реч о Ромеру против Еванса, у коме је Уједињени Врховни суд поништио члан 2, одељак 30б Устава Колорада, који је забранио "Државу Колорадо, преко било које од њених огранака или одељења, нити било које од њених агенција, политичких пододељења, општине или школске четврти доносиће, усвајају или спроводе било који статут, уредбу, уредбу или политику којом хомосексуална, лезбијска или бисексуална оријентација, понашање, праксе или односи представљају или на други начин представљају основу или право било ког лица или класе особа да имају или захтевати било какав мањински статус, преференције према квотама, заштићени статус или тврдњу о дискриминацији. ", Колтер је ову пресуду описала као" да не могу одбити да дају позитивне акције људима који имају содомију ". Она се такође није сложила с укидањем Не питај, не причај, рекавши да то није "анти-геј позиција; то је про-војна позиција", јер "сексуалне везе ометају војну везу". Такође је навела да "не постоје докази да све испуштања хомосексуалности укључују стварне хомосексуалце." Дана 1. априла 2015, у колумни, изразила је подршку Закону о обнови верске слободе у Индијани и рекла да је то "апокрифална" тврдња да се захтева Закон о обнови верских слобода користила би се за дискриминацију ЛГБТ особа.
Колтер је изразила противљење третману ЛГБТ особа у земљама Кубе, Народне Републике Кине и Саудијске Арабије. Колтер се противила јавно финансираној операцији додељења секса. Она подржава Закон о приватности и сигурности јавних услуга и противи се трансродним особама које користе купаонице које одговарају њиховом родном идентитету. Она каже да њено противљење коришћењу купатила које одговара родном идентитету нема никакве везе са трансродним особама. Она подржава забрану трансродних војних службеника Војска Сједињених Држава.

### Републички акредитиви
Колтер је у почетку подржавала Џорџа Буша, али је касније критиковала његов приступ имиграцији. Она је подржала Данкана Хантера, а касније и Мита Ромнија у републиканском председничкој трци 2008. и председничкој кандидатури. У председничким масама Републиканске странке 2016. подржала је Доналда Трампа. Она се касније се дистанцирала од Трампа следећи аргументе око имиграцијске политике, позивајући на његов императив 14. септембра 2017. и рекавши "Ставите образац у Трампа, он је мртав". Сада себе описује као "бившег Трамповца".

### Дрога
Колтер снажно подржава наставак рата против дроге. Међутим, рекла је да, ако не би постојала социјална држава, она "не би марила" да ли су дроге легалне.  Говорила је о дрогама као гост емисије Piers Morgan Live, када је рекла да корисници марихуане „не могу обављати свакодневне функције“.

### Геноцид
Колтер је заговорница теорије завере о белом геноциду. Она је упоредила не-белу имиграцију у Сједињене Државе са геноцидом и тврдила да се "геноцид" дешава над јужноафричким пољопривредницима, рекла је да су Бури "једине праве избеглице" у Јужној Африци. Што се тиче домаће политике, Vox Media је Колтера означио једним од многих који даје глас за „мит о„ белом геноциду “ а Центар за јужни закон о сиромаштву је обухватила њене напомене да су, уколико се демографске промене у САД-у„ законски наметнуле било којој групи осим белих Американаца, то би се називало геноцидом. "

## Политички активизам
Анн Колтер описала је себе као "полемичара" који воли да "помеша лонац" и не "претвара се да је непристрасна или уравнотежена, као што то раде емитери".  Иако су њене политичке активности у прошлости укључивале саветовање тужитеља који подноси тужбу председнику Билу Клинтону, као и разматрање кандидатуре за Конгрес, она углавном служи као политички коментатор, понекад стварајући полемику у распону од скупова на неким факултетима на којима говори до дуготрајних дискусије у медијима.
Џон Клауд једном је приметио да она "воли шокирати новинаре питајући се наглас да ли би Америци могло бити боље ако жене изгубе право гласа". То се односило на њену изјаву да би "била много боља држава да жене не гласају. То је једноставно чињеница. У ствари, на свим председничким изборима од 1950, републиканац би победио, ако су само мушкарци гласали. "Слично, Колтер је у интервјуу из њујоршког посматрача у октобру 2007. године рекла:
Да смо женама одузели бирачко право, никад се не бисмо бринули о другом председнику демократа. То је некакав сан, моја лична фантазија, али мислим да се то неће догодити. И то је добар начин да се каже да жене гласају тако глупо, барем самохране жене. Такође, поента је, то је некако срамотно, Демократска странка би требало да срамотно виси изнад главе, да има толико тешкоћа да мушкарци гласају за њу. Мислим, видите да је то забава жена и "Платићемо здравствену заштиту, школарину и дневну негу - а ево, шта још можемо да вам пружимо, фудбалске маме?"
Поред питања да ли је добро гласа жена право, Колтер се такође појавио на вестима на Фоксу и залагала се за анкету и тест писмености за гласаче (то је било 1999. године) и поновила је своју подршку тесту писмености 2015. године. Ово није гледиште које широко деле чланови Републиканске странке.

### Пола Џонс - случај Бил Клинтон
Колтер је прво постала јавна личност мало пре него што је постала неплаћени правни саветник за адвокате који су заступали Полу Џонс у њеној тужби за сексуално узнемиравање против председника Била Клинтона. Енин пријатељ Џорџ Конвај замољен је да помогне Полиним адвокатима, а недуго затим Ен, која је написао колумну о случају, такође је затражена да помогне и она је почела да пише правне поднеске за случај.
Касније је Колтер изјавила да ће доћи до неповерења у мотиве Полиног главног адвоката Џозефа Камарата, који је до августа или септембра 1997. саветовао Полу да је њен случај слаб и да ће се нагодити, ако се преговара о повољној нагодби. Пола је од самог почетка тражила извињење од Клинтона барем једнако жустро као што је тражила нагодбу. Међутим, у каснијем интервјуу Колтер је рекла да је и сама веровала да је случај јак, да Пола говори истину, да Клинтон треба бити јавно одговоран за своје недолично понашање и да ће нагодба створити утисак да је Пола само заинтересована у изнуђивању новца од председника.
Дејвид Дејли, који је написао део за интервју свој чланак, препричао је оно што следи: Колтер је одиграла једну посебно кључну улогу у одржавању случаја. У новој књизи новинара Мајкла Исикофа, "Колтер је разоткривена као она која је изјавила да Пола може његов пени препознати и описати - новинским медијима. Надала се да ће подстаћи неповерење између логора Поле и Била и спречити нагодбу ...  Заиста мислим да је Пола Џонс херој. Мислим да нисам могао да поднесем злостављање која је трпела. Она је та сиромашна сеоска девојка и има најмоћнијег мушкарца кога је икад срела и почео да јој се удвара сексулно, а онда је он то порекао и смрдио је као председника. Никад није урадила ништа љепљиво. Није као да иде на ТВ или покушава да заради нешто новца." 
Енин коментар на Исикофову књигу:
Једини мотив за пропуштање препознатљиве карактеристичне ставке коју [Исикоф] даје у својој књизи је моја само-пародирајућа примедба да би "понизила председника" и да би нагодба умањила наше напоре да срушимо председника ... Претпостављам да могли бисмо заузети став, као што то (Исикоф) ради, да радимо за Полу, јер смо мислили да је Клинтон лажљив али овај аргумент постаје као да се вртимо у круг. Могло би се рећи и да је тајни мотив Хуаните Бродрик за оптуживање Клинтона за силовање тај што мрзи њега јер ју је силовао. Цео разлог због којег нам се Клинтон није толико допао био је тај што смо могли видети човека који ће довести ићи до тога нивоа да владиног службеника попут Поле до његове хотелске собе, спустити гаће и рећи: "Пољуби га."
Случај је отишао на суд након што се Пола раскинула договор с Ен и њеним оригиналним правним тимом, а он је одбачен по краткој пресуди. Судија је пресудио да чак и ако се њени наводи покажу истинитим, Пола није показала да је претрпела било какву штету, наводећи, "... тужитељ није показао било какву опипљиву штету на послу или неповољну радну акцију због свог одбијања да поднесе наводни аванс гувернера. Председник стога има право да донесе резиме пресуде о тужитељевом захтеву за сексуално узнемиравање. " На пресуду су уложили жалбе Полини адвокати. Током жалбе на жалбу, Клинтон се у новембру 1998. године обрачунао са Полом у износу од 850,000 УСД (151,000 $ након правне таксе), у замену за њено одбацивање жалбе. До тада, тужба Поле уступила је место сексуалном скандалу Монике Левински.
У октобру 2000. године, Пола је открила да ће позирати за голе слике у часопису за одрасле, рекавши да жели да тај новац употреби за плаћање пореза и да подржи децу школског узраста, посебно говорећи: "Желим да их мотивишем да иду на колеџ и можда основао факултетски фонд. "  Ен је јавно осудила Полу, називајући је" отпадом за парк за приколице за који су рекли да јесте " - „Превуците новчаницу од 100 долара кроз парк са приколицом и никада нећете знати шта ћете наћи“, и назвала је Полу „преваром, бар у мери која се претвара да буде часна и морална особа ".
Колтерова је написала:
Пола је сигурно добила више од милион долара бесплатне правне помоћи од низа правних талената са којима се више никада неће сусрести у свом животу, а још мање што пословно раде у њено име. Неки од тих адвоката никада нису тражили или добили новчаницу за стотине хиљада долара за легални посао обављан под великим професионалним, финансијским и личним ценама. Остали су добили делимична плаћања из нагодбе. Али барем су јој вратили углед. А сада га је бацила.
Пола је тврдила да јој након тужбе није понуђена никаква помоћ у вези са књигом или било каквом другом додатном финансијском помоћи.

### Ислам и тероризам
Дана 14. септембра 2001, три дана након напада 11. септембра (у којима је убијена њена пријатељица Барбара Олсон), Колтер је у својој колумни написала:
Аеродроми опрезно примењују исто смешно неефикасно оружје за муслиманске отмичаре. Бесмислено је претпоставити да је сваки путник потенцијални залуђени убица манијака. Знамо ко су манијаци убице. Они тренутно навијају и плешу. Требали бисмо упасти у њихове земље, убити њихове вође и пребацити у хришћанство. Нисмо били прецизни у лоцирању и кажњавању само Хитлера и његових високих официра. Немачке градове бомбардирали смо тепихом; убили смо цивиле. То је рат. А ово је рат. 
Овај коментар резултирао је тиме да је Колтер отпуштен као колумниста од стране Националног ревије. Одговарајући на овај коментар, Ибрахим Хупер из Савета за америчко-исламске односе напоменуо је у Чикаго Тајмсу да би се Ен пре 11. септембра "суочила са брзом одбојношћу својих колега", али "сада је то прихваћен као легитиман коментар".
Дан након напада (када је процена броја смртних случајева била већа него касније) Колтер је тврдила да иза напада могу бити само муслимани:
Нису сви муслимани можда терористи, али сви терористи су муслимани - барем сви терористи способни да саставе убиствену заверу против Америке која оставља 7.000 људи мртвих за мање од два сата.
Ен је 2002. године била веома критична према америчком Министарству саобраћаја, а посебно његовом тадашњем секретару Норману Минети. Њене бројне критике укључују њихово одбијање да користе расно профилирање као компоненту скрининга на аеродрому. Након што је група муслимана избачена са лета америчке авиокомпаније Ервејс када су други путници изразили забринутост, упућујући позив муслиманима да бојкотују авио-компанију због избацивања са лета шест имама, Колтер је написала: Кад бисмо само успели натерати муслимане да бојкотују све авиокомпаније, могли бисмо се потпуно одрећи сигурности аеродрома. 
Она је такође цитирала сведочење Сената 2002. године и Закарис Мусауи, када је одбио да пристане на претрагу његовог рачунара. Знали су да је муслиман у школи за летење и да му је истекла виза за останак у земљи, а Француска обавештајна служба потврдила је његову повезаност с радикалним фундаменталистичким исламским групама. Колтер је рекла да се сложила да у том случају постоји вероватни разлог, али да одбијање пристанка, боравак у школи за летее и прекорачење визе не би требало представљати разлоге за претрагу. Наводећи анкету у којој је утврђено да се 98 одсто муслимана између 20 и 45 година изјаснило да се неће борити за Британију у рату у Авганистану, а да је 48 одсто рекло да ће се борити за Осаму бин Ладена, тврдила је "било који муслиман који је присуствовао молитвама у џамијама где и Закарис - имала је "повезаности с радикалним фундаменталистичким исламским групама." Пошто је "седиште ФБИ-а ... одбило да се бави расним профилирањем", нису успели да открију заверу од 9/11, тврдила је Колтер. "ФБИ је дозволио да хиљаде Американаца буде убијено на олтару политичке коректности. Шта још либерали желе?" 
Ен је написала у својој колумни да је прегледала тужбе за грађанска права против одређених авиокомпанија да би утврдила која је од њих подвргла Арапе најопштијој дискриминацији, тако да је могла летети само тим авиопревозником. Такође је рекла да авиокомпанија треба да се хвали уместо да пориче било коју од оптужби за дискриминацију која је поднесена против њих. У интервјуу за Гардијан, рекла је: "Мислим да би авиокомпаније требало да започну оглашавање:" Имамо највише тужби за грађанска права које су против нас покренули Арапи. "" Када је саговорник Џонатан Фридланд питао шта ће муслимани учинити за путовања , она је одговорила, „Они би могли користити летеће тепихе.“ 
У јеку бомбардовања Бостонског маратона, Колтер је изјавила да жена супруга осумњиченог за бомбашки напад Тамерлана Царнајева треба затворити због ношења хиџаба. Колтер је наставила рекавши да "Асимилација имиграната у нашу културу не функционише. Они нас асимилирају у њихову културу." (Тсарнаева жена је рођена у Америци.) 

### Конзервативна конференција о политичкој акцији
У марту 2013. Колтер је била једна од главних говорника на Конзервативној конференцији о политичким акцијама, где се осврнула на тежину гувернера Њу Џерсија, Крис Крисија ("Конференција је ове године своје говорнике могла ограничити кад је у питању тежина") и прогресивну активисткињу Сандру Флук у вези њене фризуре. (Изјавила је да Сандри нису потребне таблете за контролу рађања, јер „та фризура је довољно контрола рађања.“) Ен се залагала за пут према држављанству за недокументоване имигранте, јер такви нови грађани никада неће гласати за републиканске кандидате: „Ако прође амнестија, Америка постаје Калифорнија и ниједан републиканац никада неће победити на другим изборима. "

## Контроверзе
Колтер је оптужена за антисемитизам у разговору са Донијем Дојчом у емисији Велика идеја. Током интервјуа Колтер је изјавила да су Сједињене Државе хришћанска нација и рекла је да жели да "Јевреји буду савршени како кажу" (помињући их прелазак у хришћанство). Дојч, Јеврејин, подразумевао је да је то антисемитска примедба, али Колтер је рекла да не сматра да је то коментар мржње. Њене коментаре на емисију осудили су Лига за борбу против клевете, Амерички јеврејски комитет а Национални јеврејски демократски савет тражили су од медија да престану да позивају Ен као гостујућег коментатора.  Водитељ емисије Денис Прагер, не слажући се са њеним коментарима, рекао је да они нису "антисемитски", напоменувши: "Нема ништа у ономе што је Ен Колтер рекла јеврејском новинару, што указује да мрзи Јевреје или им жели да буду болесни, или штети јеврејском народу или јеврејској држави. А ако ниједан од тих критеријума не постоји, како неко може бити означен антисемитским? " Конзервативни активиста Давид Хоровиц такође је бранио Ен против те оптужбе.
Колтер је у септембру 2015. године твитовала као одговор на бројне референце републиканских кандидата на Израел током председничке расправе, "Колико Јевреја има у Сједињеним Државама па људи тако коментаришу?" Лига против клевете помињала је да су твитови су „ружни, језиви и антисемитички“. Као одговор на оптужбе о антисемитизму, она је твитовала „Волим Јевреје, волим фетусе, волим Регана. Није требало да чујемо аплаузе о њима целу ноћ.“ 

### Плагијати
У октобру 2001. Колтер је оптужена за плагијаризам у својој књизи "Високи злочини и прекршаји" из 1998. године од Мајкла Чапмана, колумнисте часописа Хуман Евентс, који тврди да су одломци узети из прилога који је написао за часопис 1997. године под називом "Случај за пропадање" ".
Дана 5. јула 2006. године, у емисији на каналу МСНБЦ, гост Џон Бари, генерални директор иПарадигми, понудио је своје професионално мишљење да је Ен плагирала у својој књизи Безбожно, као и у својим колумнама током претходне године. Бари је анализирао ту њену књигу преко своје компаније која може скенирати радове и упоредити их са постојећим текстовима. Пронашао је део текста од 25 речи који се „практично реч по реч“ подударао са памфлетом планираног родитељства и одељак од 33 речи који је готово дуплирао чланак из Портланд Преса из 1999. године као неке примере доказа. Бари је такође рекао да је „врло, врло тешко покушати утврдити да ли је Ен Колтер цитирала тај материјал или га само покушава пренети“.
Левичарска активистичка група Медија Матерс апеловала да се додатно истражи њено дело. На крају ју је медиј за који је писала колумне отпустио од оптужби за плагирање. Колумниста Бил Немиц из Портланд Прес оптужио је Ен да плагира врло прецизну реченицу из својих новина у својој књизи, али је такође признао да је једна реченица недовољна основа за подношење тужбе.

## Јавна перцепција
Колтер одбацује "академску конвенцију о еуфемизму и циркулацији" и тврди се да се игра мизогинијом како би побољшала своје циљеве; она "доминира без претњи (барем не правих мушкараца)". Феминистички критичари такође одбацују њено мишљење да су добици које су жене постигле толико далеко да су створиле анти-мушко друштво и њен позив да се жене одбаце из војске, јер су оне више злобне од мушкараца. Попут покојне антифеминисткиње Филис Шлафли, Ен користи традиционалну мушку реторику као образложење потребе за традиционалним родним улогама, и она према феминистичким критичарима носи ову идеју о феминизованој зависности у своје владине политике.

## Приватни живот
Ен је била верена неколико пута, али никада се није удавала и нема деце. Забављала се са Бобом Гучионе, Динеш Д'Суозом и Ендру Стајном, либералним демократом. На питање о вези, Стајн је рекао: "Нападла је пуно мојих пријатеља, али шта могу рећи, супротности се привлаче!" Међутим, 7. јануара 2008, Стајн је рекао да веза је била готова, наводећи непомирљиве разлике. Келијен Конвеј, која Ен назива пријатељем, рекла је за часопис Њујорк 2017. године да је Ен "почела да се виђа са својим телохранитељем вероватно зато што није виђала никог осим њега".
Ен је власница куће, купљене 2005. године у Палм Бичу на Флориди, кондоминијума на Менхетну и стана у Лос Анђелесу. Она гласа у Палм Бичу и није регистрована за то у Њујорку или Калифорнији.

### Колумне
- Ann Coulter column archive 1 (1998–2007)
- Ann Coulter column archive 2 (2002–до сада)
- Ann Coulter column archive 3
- Ann Coulter column archive 4 Архивирано на веб-сајту  (29. септембар 2013)